# Charles Moore (1er marquis de Drogheda)
Pour les articles homonymes, voir Charles Moore et Moore.
Charles Moore, 1er marquis de Drogheda (29 juin 1730 - 22 décembre 1822), titré vicomte Moore de 1752 à 1758, est un pair irlandais, puis un pair britannique et un officier de l'armée. Il porte les couleurs de son régiment lors de la bataille de Culloden en avril 1746 lors des soulèvements jacobites et commande plus tard le 18e Light Dragoons lors d'opérations contre les Whiteboys en Irlande. Il siège également comme député à la Chambre des communes irlandaise et, après avoir été Secrétaire en chef pour l'Irlande du Lord lieutenant d'Irlande, il est maître général de l'Irish Ordnance. 

## Carrière

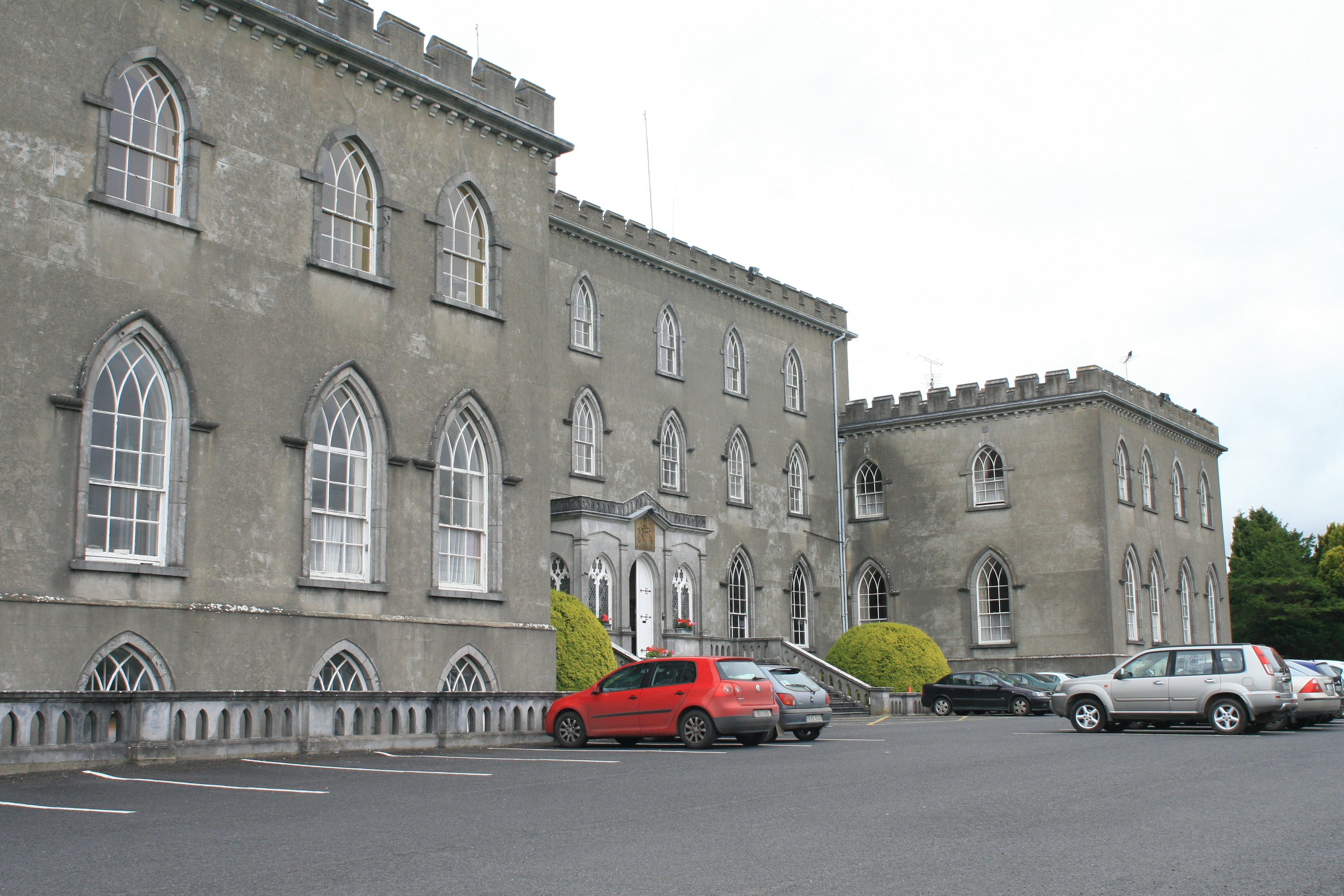
Abbaye de Moore, comté de Kildare

Il est le fils d'Edward Moore (5e comte de Drogheda) et Sarah Moore (fille de Brabazon Ponsonby (1er comte de Bessborough)), et rejoint l'armée en 1744 comme cornette dans le 12e régiment de dragons, et porte les couleurs lors de la bataille de Culloden en avril 1746 lors des soulèvements jacobites. Promu capitaine en 1750, il obtient le grade de major en 1752 et le grade de lieutenant-colonel breveté le 18 janvier 1755. 
En 1757, il devient député de St Canice. Il occupe le siège jusqu'à ce qu'il devienne le 6e comte de Drogheda après le décès de son père en mer alors qu'il voyage d'Angleterre à Dublin en octobre 1758. Il est également élu grand maître de la Grande Loge d'Irlande en 1758, poste qu'il occupe pendant deux ans. Il devient gouverneur du comté de Meath en janvier 1759 et lieutenant-colonel commandant du 19e (plus tard 18e) Light Dragoons le 7 décembre 1759. 
Promu colonel des dragons le 19 février 1762, il est nommé colonel honoraire de son régiment le 3 août 1762. Il commande le 18e Light Dragoons lors d'opérations contre les Whiteboys en Irlande, qui débutent en 1762. Il devient Secrétaire en chef pour l'Irlande du Lord lieutenant d'Irlande en 1763, gouverneur de Kinsale et de Charles Fort en 1765 et l'un des Lord justicier en 1766. Il occupe l'abbaye de Moore comme maison de campagne en 1767 et est nommé Custos Rotulorum du comté de King en 1766 et Custos Rotulorum du comté de Queen en 1769, tous deux à vie,. 
Promu major général le 30 avril 1770, Moore est maître général de l'ordre irlandais et colonel en chef du Royal Irish Artillery en 1770. Devenu député de Horsham en 1776 il est promu Lieutenant général le 29 août 1777 et est nommé l'un des chevaliers fondateurs de l'ordre de Saint-Patrick le 17 mars 1783. 
Créé marquis de Drogheda dans la pairie d'Irlande en juillet 1791 en reconnaissance du soutien qu'il a apporté au gouvernement, Moore est promu au rang de général le 12 octobre 1793. Il est nommé l'un des maîtres de poste généraux conjoints d'Irlande en 1797,. En janvier 1801, il est fait baron Moore, de Moore Place dans le comté de Kent, dans la pairie du Royaume-Uni. 

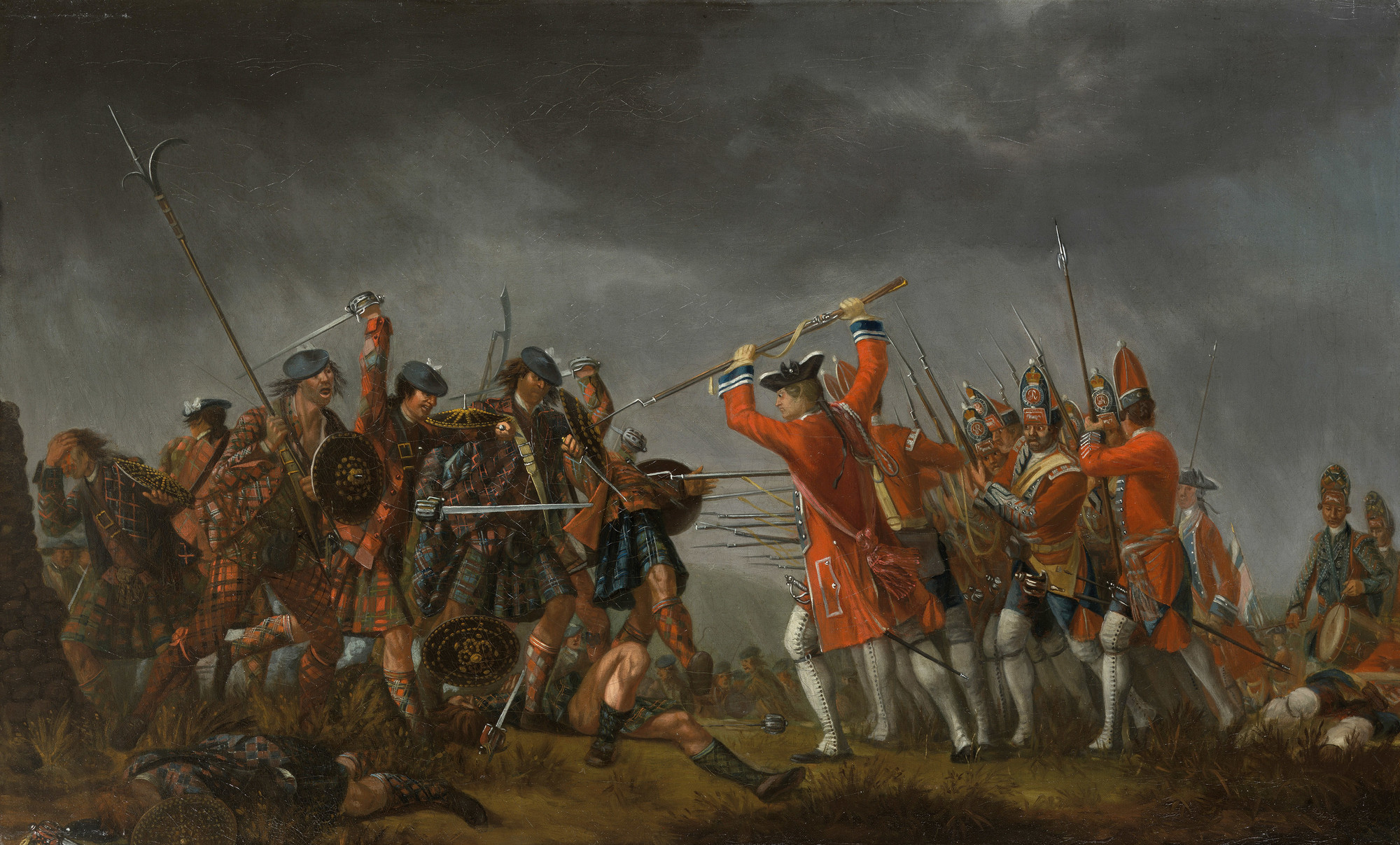
La bataille de Culloden où Moore porte les couleurs de son régiment au combat

Il exerce les fonctions de maître-général de Munster en Irlande de mai à novembre 1807 et est promu maréchal le 17 juillet 1821, à l'âge de 91 ans. Il est un important mécène de l'artiste William Ashford. Il meurt à Dublin le 22 décembre 1821 et est enterré à l'église Saint-Pierre de Drogheda. 

## Famille
Il épouse le 15 février 1766 Anne Seymour-Conway, fille de Francis Seymour-Conway, 1er marquis de Hertford. Ils ont huit enfants, dont Charles Moore (2e marquis de Drogheda) (en), Henry, père d'Henry Moore (3e marquis de Drogheda), Frances, qui épouse John Vandeleur et Elizabeth, comtesse de Westmeath. La famille de son épouse a une tradition de maladie mentale, ce qui peut expliquer le fait que leur fils aîné soit devenu fou à vingt ans . 